# 螫裸胸鱔
螫裸胸鱔，又稱螫裸胸鯙（学名：Gymnothorax mordax），為輻鰭魚綱鰻鱺目鯙亞目鯙科的其中一種，分布於東太平洋區，從美國加州至加利福尼亞灣海域，棲息深度1-40公尺，體長可達152公分，其為底棲性魚類，生活在岩石质海域。螫裸胸鳝是昼伏夜出的掠食者，主要以鱼类和无脊椎动物为食。该鱼可食用，但目前无商业捕捞。

## 物种命名
螫裸胸鳝由美国鱼类学家威廉·奥威尔·艾尔斯于1859年命名。其属名“Gymnothorax”意为“裸露的胸部”，意指该属鱼类无鳞片，而种加词“mordax”则意为“易啮咬的”

## 外貌描述
螫裸胸鳝体长似蛇，体色为深浅不一的褐色或绿色。该鱼无胸鳍、腹鳍、鳃盖与鳞片，牙齿尖锐，全身覆盖有一层黄色的黏液，共有146—154节脊椎。其体长可达1.5米，最重可长至30千克。

## 物种分布
螫裸胸鳝分布于美国加利福尼亚州圣巴巴拉县概念角至墨西哥南下加利福尼亚州的水域，在加拉帕戈斯群岛附近海域亦有分布。该鱼是唯一一种分布于加利福尼亚州沿海的裸胸鳝。由于水温较低，加利福尼亚州南部的水域的螫裸胸鳝并不会繁殖。这些海域的螫裸胸鳝均出生于南方的温暖水域，在鱼苗阶段扩散至此。

## 生态与习性

### 习性

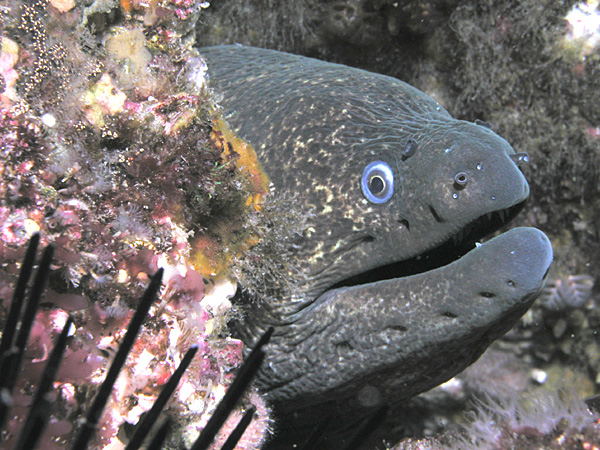
自石缝中露出头部的螫裸胸鳝，摄于圣克莱门特岛水域

螫裸胸鳝是夜行性鱼类，日间一般躲藏在洞窟或石缝内，仅露出头部，至夜间方外出觅食。

### 栖息地
螫裸胸鳝为底栖鱼类，一般生活于海藻林下的礁石中，水深不超过40米。其中成鱼多生活在深水区，而幼鱼一般在较浅的水域以至潮池中躲避天敌。

### 食性
同其他裸胸鳝一样，螫裸胸鳝的颌骨高度特化，使得其可以紧咬猎物且能囫囵吞下相当大的猎物。对人工环境下的螫裸胸鳝的研究指出该鱼仅在约三成的情况下会将猎物撕碎再食用。一本1971年出版的鱼类图鉴称其主要食物为虾蟹等甲壳类，但对其肠道内容物的分析则指出螫裸胸鳝是捕食大口副鲈的特化种，而无脊椎动物如加州双斑蛸、断沟龙虾与矶蟹则只是辅食而已。

### 生命周期
螫裸胸鳝会直接将精子与卵子洒入水中，令其在海水中受精，受精卵会逐渐上浮至海面并孵化。其鱼苗会在孵化后随波逐流数月。该鱼寿命可达30岁。

## 与人类的关系
螫裸胸鳝牙齿锋利，可对人类造成严重的撕裂伤。其一般会在被骚扰或受困时攻击人类，但有时也会主动攻击。

### 经济利用
螫裸胸鳝可作食用鱼，但目前尚无对该鱼的商业捕捞。钓客一般在夜间用竹制钓竿垂钓，鱼饵多选用切块的鱿鱼、鳀鱼、虾或是鲍鱼，钓竿往往会固定在一旁的石缝上。捕获的螫裸胸鳝可用尖刀直接剥皮，也可在斩首及掏出内脏后将鱼置于沸水中以去皮。其肉呈白色，味道寡淡。

### 种群保育
目前螫裸胸鳝在分布范围内颇为常见，其种群无明显威胁，加之无商业捕捞，IUCN将其评为“无危”。

## 擴展閱讀
維基物種上的相關：螫裸胸鱔